# 목격자 (2018년 영화)
"목격자"는 2018년에 개봉한 대한민국의 영화이다.

## 캐스팅
- 이성민 : 한상훈 역
- 김상호 : 장재엽 역
- 진경 : 수진 역
- 곽시양 : 송태호 역
- 배정화 : 최서연 역
- 신승환 : 박상태 역
- 정유민 : 윤희원 역
- 연제욱 : 조필구 역
- 황영희 : 부녀회장 역
- 손종학 : 최 반장 역
- 이재우 : 조 형사 역
- 이민웅 : 우민 역
- 장유 : 경비원 역
- 박봄 : 은지 역
- 김학선 : 팀장 역
- 이동희 : 고물상 주인 역
- 양희명 : 주유원 역
- 최정인 : 소윤 모 역
- 서정규 : 선배 역
- 김남희 : 김 대리 역
- 김자영 : 손수레 아줌마 역
- 전현숙 : 카트 아줌마 역
- 박지후 : 예슬 역
- 최정화 : 예슬 모 역
- 최솔희 : 주민 1 역
- 조승연 : 주민 2 역
- 박채익 : 택시기사 역
- 안세호 : 편의점 직원 역
- 정재광 : 마트 남 1 역
- 윤민수 : 마트 남 2 역
- 우지현 : 신문 배달원 역
- 진수남 : 중년부부 남 역
- 김봉란 : 중년부부 여 역
- 김재철 : 이삿짐 직원 역
- 이승준 : 기자 역
- 강영택 : 상훈 회사 동료 1 역
- 이시훈 : 상훈 회사 동료 2 역
- 이혜민 : 상훈 회사 동료 3 역
- 김태리 : 상훈 회사 동료 4 역
- 우상기 : 수사본부 형사 1 역
- 박경훈 : 수사본부 형사 2 역
- 장태민 : 수사본수 형사 3 역
- 김명지 : 여자 앵커 역
- 나경철 : 남자기자 (목소리) 역
- 김성균 : 형균 역 (특별출연)
- 박성근 : 다큐멘터리 진행자 역 (특별출연)

## 같이 보기
- 2018년 대한민국의 영화 목록